# Osiem błogosławieństw

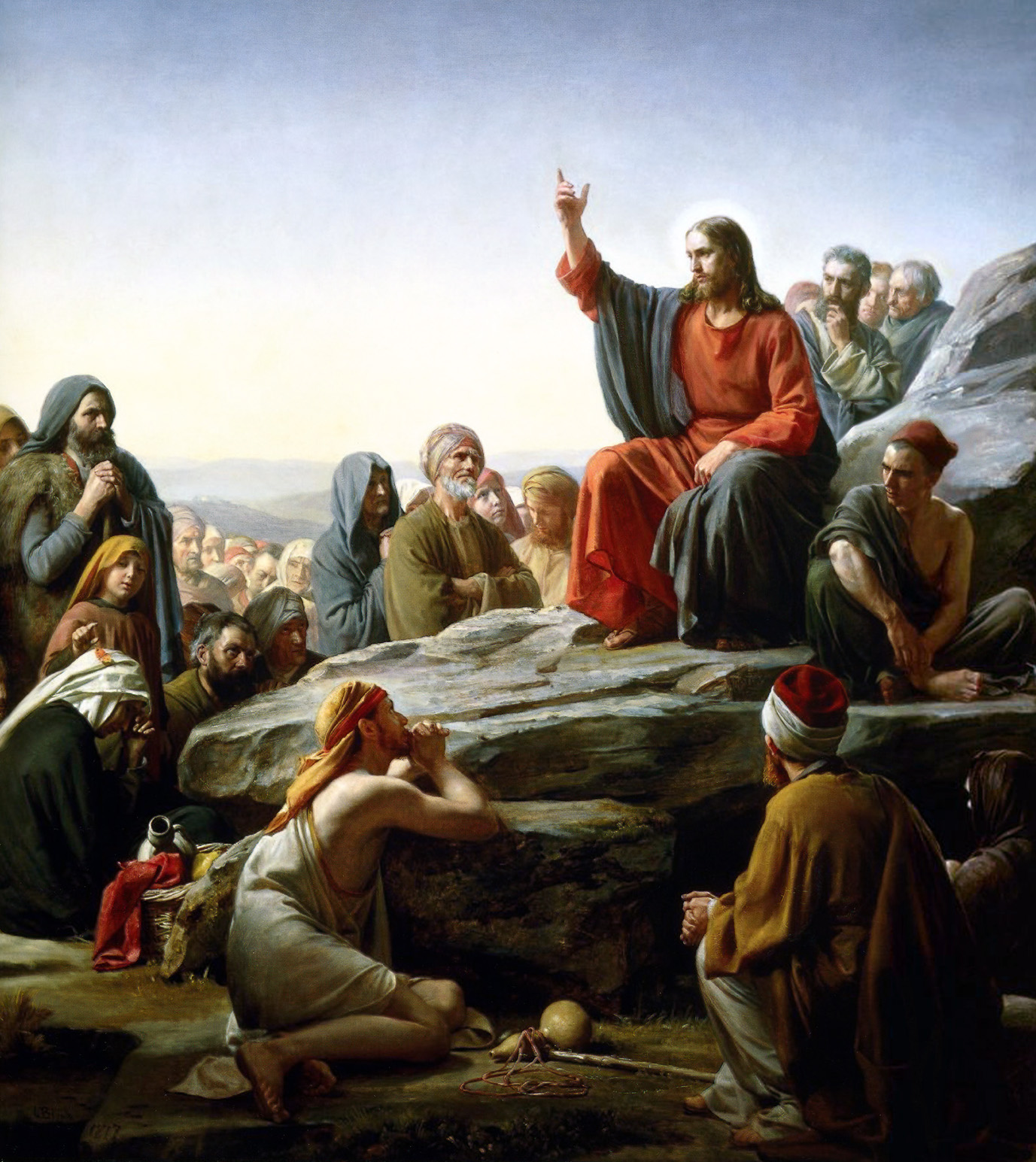
Obraz „Kazanie na Górze” Carla H. Blocha

Osiem błogosławieństw – pierwsze słowa Kazania na górze wygłoszonego przez Jezusa Chrystusa podczas jego działalności publicznej w Galilei, a zapisane w Ewangelii Mateusza (Mt 5,3-10). Cztery z tych „błogosławieństw” powtarza Ewangelia Łukasza (Łk 6,20-21), łącząc je z czterema „napomnieniami” (Biada wam…), których nie umieszcza Mateusz.
Jezus wypowiedział dziewięć zdań zaczynających się od słowa „błogosławieni/szczęśliwi”. Dziewiąte błogosławieństwo (wersety 11 i 12) bywa w tradycji katolickiej pomijane lub łączone z ósmym.

## Znaczenie błogosławieństw
Jako wypełnienie obietnic Bożych, danych narodowi wybranemu od czasów Abrahama, są one sercem nauczania Jezusa. Podczas gdy w Starym Przymierzu obietnice dotyczyły Ziemi Obiecanej, do której ostatecznie Izrael został wprowadzony (zob. Joz, 1-12), błogosławieństwa dotyczą nie terytorium ziemskiego, lecz Królestwa Niebieskiego.
Greckie słowo μακαριοι (makarioi) dosłownie znaczy „szczęśliwi”. Takie też było pierwotne znaczenie użytego w Wulgacie łacińskiego „beati”, które w średniowieczu nabrało innego znaczenia – „błogosławieni”. W grece słowu „błogosławiony” odpowiada wyraz: eulogos.
Błogosławieństwa wskazują na to, jak ma wyglądać życie i postawy uczniów Chrystusa. Ich realizacja rozpoczęła się już w życiu Maryi i apostołów. Błogosławieństwa są doskonałym wypełnieniem Dziesięciu Przykazań. Są powołaniem, które realizuje się przez wiarę, dzięki udziałowi w tajemnicy paschalnej, Męki, Śmierci i Zmartwychwstania Chrystusa. Do wypełnienia programu Ośmiu Błogosławieństw prowadzi Duch Święty, udzielony wszystkim, którzy przyjmują Słowo Boga i stają się dziećmi Boga (por. J 1,12; Rz 8,14-15).